# Ерик Донской
Ерик Донской — река в России, протекает по пойме Дона в Ростовской области. Вытекает из озера Караульное, впадает в нижнее озеро Запертое. Длина реки составляет 13 км.
Имеет правый приток — Ерик Кривой.

## Данные водного реестра
По данным государственного водного реестра России относится к Донскому бассейновому округу, водохозяйственный участок реки — Дон от Цимлянского гидроузла до впадения реки Северский Донец, речной подбассейн реки — Дон между впадением Хопра и Северского Донца. Речной бассейн реки — Дон (российская часть бассейна).
Код объекта в государственном водном реестре — 05010301012107000010567.